# 馬場なつみ
馬場 なつみ（ばば なつみ、1997年9月2日 - ）は、日本の声優、歌手。愛知県名古屋市出身。エイベックス・マネジメントを経て、2021年現在はフリー。A型。

## 略歴
- 2017年8月31日、『スクールガールストライカーズ トゥインクルメロディーズ』メインキャラ・水沢薫役として声優デビューを果たす。ゲーム中で5人組アイドルチーム「アプリコット・レグルス」を組み、現実でもアイドルグループとして活動する。

## 人物
- 趣味はお絵かき[1]。手癖で描く「手ぐせモンスター」たちを日々生みだしている。
- 両手利き。絵は左手、文字は右手で書く。
- 好きな食べ物は、お菓子の「にんじん」、トロたく。野菜が苦手。
- プーさんが好き。
- 弟がいる。
- 商業高校出身。
- ソニーミュージックの主催する『ウタカツ!オーディション2』ファイナリスト。

## 出演
太字はメインキャラクター。

### ゲーム
2017年
- スクールガールストライカーズ トゥインクルメロディーズ（水沢薫）

2018年
- 23/7 トゥエンティ スリー セブン（ディードリッヒ）

### ドラマCD
- スクールガールストライカーズ 〜トゥインクルメロディーズ〜 Melody Collection ボイスドラマ（2018年、水沢薫）

## ディスコグラフィ

### キャラクターソング
| 発売日   | 商品名                                                                            | 歌                                         | 楽曲 | 備考                                                                  |
| 2017年   | 2017年                                                                            | 2017年                                     | 2017年 | 2017年                                                                |
| -------- | --------------------------------------------------------------------------------- | ------------------------------------------ | --- | --------------------------------------------------------------------- |
| 10月25日 | I Wish                                                                            | アプリコット・レグルス                     | 「I Wish」 「Step!」 | ゲーム『スクールガールストライカーズ トゥインクルメロディーズ』関連曲 |
| 2018年   |                                                                                   |                                            | |                                                                       |
| 1月24日  | スクールガールストライカーズ 〜トゥインクルメロディーズ〜 Melody Collection       | アプリコット・レグルス                     | 「オルヴォワール プラネット」 「Pop and Jump!」 「Right on!!」 「New World」 「ユートピア」 「優しい風」 「蒼のメモリー」 「Snow Planet」 | ゲーム『スクールガールストライカーズ トゥインクルメロディーズ』関連曲 |
| 8月17日  | スクールガールストライカーズ ～トゥインクルメロディーズ～ Melody Collection Vol.2 | アプリコット・レグルス                     | 「つながる想い」 「ミラクルワンダーランド」 「Daily Miracle」 「Happy Go Lucky」 「ミチ☆ミチル」 「Moment」 「Lapis Lazuli」 「旅の途中」 | ゲーム『スクールガールストライカーズ トゥインクルメロディーズ』関連曲 |
| 8月17日  | スクールガールストライカーズ ～トゥインクルメロディーズ～ Melody Collection Vol.2 | 水沢薫（馬場なつみ）、棗いつみ（内山夕実） | 「晴空キラリ」 | ゲーム『スクールガールストライカーズ トゥインクルメロディーズ』関連曲 |

## 連載

### コラム
- ばばなつみ おすすめマンガ＆ゲーム（2017年12月 - 、CHEERZ）

### ユニットメンバー
1. 1 2  篠宮明佳里（富永美杜）、水沢薫（馬場なつみ）、藤代渚（秋田知里）、上月真央（鷲見友美ジェナ）、桐原香澄（宮崎珠子）